# Opaeophacus acrogeneius
Opaeophacus acrogeneius, es una especie de pez actinopeterigio marino, la única del género monotípico Opaeophacus de la familia de los zoárcidos.

## Morfología
Con el cuerpo típico en forma de cinta de la familia pero con la característica de que las aletas pectorales están grandemente reducidas. La longitud máxima descrita fue de 15,3 cm y su columna tenía más de 140 vértebras.

## Distribución y hábitat
Se distribuye por el mar del norte del océano Pacífico, en el mar de Bering. Son peces marinos de aguas abisales, de comportamiento batipelágico y demersal, que prefieren un rango de profundidad entre 500 m y 800 m. Los pocos especímenes capturados mostraron estar asociados en su hábitat con corales rojos del tipo Gorgonacea y corales negros Antipatharia.